# 華倫·馬格努森
沃伦·格兰特·马格努森（Warren Grant Magnuson，1905年4月12日—1989年5月20日）是美国律师和政治人物，他曾在国会任职44年，選區位於华盛顿州。1937年至1944年期间，他是美国众议院議員，1944年至1981年期间是美国参议院議員。马格努森是民主党黨員。1980年至1981年期間，他擔任美國參議院臨時議長。

## 早年生活
沃伦·马格努森生于明尼蘇達州穆爾黑德。据各种来源称，他未见过自己的親生父母；他们可能在他出生后不久就去世了，或者是他的未婚生母可能把他送給別人收養。威廉·格兰特·马格努森和艾玛·马格努森领养了沃伦。马格努森一家是第二代斯堪的纳维亚移民，而且在穆尔黑德经营一家酒吧。